# Rocha granito-gnáissica
Rocha granito-gnáissica são os complexos que incluem granito, gnaisse e rochas similares a essas. De acordo com o Instituto Brasileiro de Geografia e Estatística (IBGE), no complexo granito-gnaisse ocorrem rochas graníticas-gnáissicas de origem magmática e/ou sedimentar de médio ou alto grau metamórfico, sendo encontradas em terrenos contendo granitos e sequências de rochas verdes.
A associação do material que origina rochas graníticas-gnáissicas se dá com a interação com o clima e a ação micro-orgânica e é controlada pelo relevo. A litologia fabrica um ambiente de solo diversificado, embora derivado de um mesmo material.